# Segunda Liga de 2019–20
A Segunda Liga de 2019–20, conhecida também como Ledman Liga PRO por razões de patrocínio, foi a 30ª edição da Segunda Liga.
Um total de 18 equipas disputaram esta edição.
No seguimento da Pandemia de COVID-19, a Segunda Liga seria suspensa a 12 de Março de 2020. Mais tarde a 30 de abril, após reunião dos representantes do futebol português com o Primeiro-Ministro de Portugal, foi anunciado que a Segunda Liga de 2019–20 não seria retomada, sendo posteriormente anunciado as subidas à Primeira Liga de 2020–21 das equipas classificadas em primeiro e segundo lugar aquando da interrupção, Nacional e Farense respectivamente, sem atribuição do título de campeão, e a despromoção ao Campeonato de Portugal de 2020–21 das duas últimas classificadas, Cova da Piedade e Casa Pia. Estas decisões viriam a ser aprovadas na Assembleia Geral da Liga de 8 de junho de 2020.

## Participantes
| Clube                | Cidade               | Estádio                                        | Lotação | 2018/2019    |
| -------------------- | -------------------- | ---------------------------------------------- | ------- | ------------ |
| Académica de Coimbra | Coimbra              | Estádio Cidade de Coimbra                      | 29,622  | 5°           |
| Académico de Viseu   | Viseu                | Estádio Municipal do Fontelo                   | 7,744   | 11º          |
| Benfica B            | Lisboa               | Benfica Campus                                 | 2,644   | 4º           |
| Casa Pia             | Lisboa               | Estádio Pina Manique                           | 2,574   | 1º (CP)      |
| Chaves               | Chaves               | Estádio Municipal Eng.º Manuel Branco Teixeira | 8,870   | 16º (I Liga) |
| Cova da Piedade      | Cova da Piedade      | Estádio Municipal José Martins Vieira          | 3,000   | 13º          |
| Estoril Praia        | Estoril              | Estádio António Coimbra da Mota                | 8,015   | 3°           |
| Farense              | Faro                 | Estádio de São Luís                            | 7,000   | 10º          |
| Feirense             | Santa Maria da Feira | Estádio Marcolino de Castro                    | 5,600   | 18º (I Liga) |
| Leixões              | Matosinhos           | Estádio do Mar                                 | 9,766   | 7º           |
| Mafra                | Mafra                | Estádio Municipal de Mafra                     | 1,250   | 14º          |
| Nacional             | Funchal              | Estádio da Madeira                             | 5,200   | 17º (I Liga) |
| Oliveirense          | Oliveira de Azeméis  | Estádio Carlos Osório                          | 1,750   | 12º          |
| Penafiel             | Penafiel             | Estádio Municipal 25 de Abril                  | 5,320   | 8º           |
| Porto B              | Porto                | Estádio Dr. Jorge Sampaio                      | 8,270   | 9º           |
| Sporting da Covilhã  | Covilhã              | Estádio Municipal José dos Santos Pinto        | 3,500   | 6º           |
| Varzim               | Póvoa de Varzim      | Estádio do Varzim Sport Club                   | 7,280   | 15º          |
| Vilafranquense       | Vila Franca de Xira  | Estádio Municipal de Rio Maior                 | 12,000  | 2º (CP)      |

## Número de equipas por Associação de Futebol
|   | Associação de Futebol | Número de equipas | Equipas                                                   |
| - | --------------------- | ----------------- | --------------------------------------------------------- |
| 1 | AF Lisboa             | 5                 | Benfica B, Casa Pia, Estoril Praia, Mafra, Vilafranquense |
| 2 | AF Porto              | 4                 | Leixões, Penafiel, Porto B, Varzim                        |
| 3 | AF Aveiro             | 2                 | Feirense, Oliveirense                                     |
| 4 | AF Algarve            | 1                 | Farense                                                   |
| 4 | AF Castelo Branco     | 1                 | Sporting da Covilhã                                       |
| 4 | AF Coimbra            | 1                 | Académica de Coimbra                                      |
| 4 | AF Madeira            | 1                 | Nacional da Madeira                                       |
| 4 | AF Setúbal            | 1                 | Cova da Piedade                                           |
| 4 | AF Vila Real          | 1                 | Chaves                                                    |
| 4 | AF Viseu              | 1                 | Académico de Viseu                                        |

## Tabela classificativa
Atualizado em 10/03/2020
| #  | Equipa             | J  | V  | E  | D  | GP | GC | SG  | Pts | Classificação                              |
| -- | ------------------ | -- | -- | -- | -- | -- | -- | --- | --- | ------------------------------------------ |
| 1  | Nacional           | 24 | 14 | 8  | 2  | 36 | 16 | +20 | 50  | Promovido à Primeira Liga de 2020–21       |
| 2  | Farense            | 24 | 15 | 3  | 6  | 35 | 22 | +13 | 48  | Promovido à Primeira Liga de 2020–21       |
| 3  | Feirense           | 24 | 11 | 9  | 4  | 27 | 18 | +9  | 42  |                                            |
| 4  | Estoril            | 24 | 12 | 3  | 9  | 35 | 26 | +9  | 39  |                                            |
| 5  | Mafra              | 24 | 10 | 9  | 5  | 33 | 24 | +9  | 39  |                                            |
| 6  | Varzim SC          | 24 | 10 | 7  | 7  | 32 | 31 | +1  | 37  |                                            |
| 7  | Académica          | 24 | 10 | 5  | 9  | 34 | 26 | +8  | 35  |                                            |
| 8  | Académico de Viseu | 24 | 9  | 7  | 8  | 21 | 24 | −3  | 34  |                                            |
| 9  | Leixões            | 24 | 8  | 9  | 7  | 23 | 22 | +1  | 33  |                                            |
| 10 | UD Oliveirense     | 24 | 9  | 5  | 10 | 36 | 31 | +5  | 32  |                                            |
| 11 | Covilhã            | 24 | 9  | 5  | 10 | 29 | 27 | +2  | 32  |                                            |
| 12 | Chaves             | 24 | 9  | 5  | 10 | 26 | 26 | 0   | 32  |                                            |
| 13 | Porto B            | 24 | 7  | 8  | 9  | 35 | 36 | −1  | 29  | Equipa B - Não pode subir à Primeira Liga. |
| 14 | FC Penafiel        | 24 | 6  | 10 | 8  | 23 | 24 | −1  | 28  |                                            |
| 15 | Benfica B          | 24 | 7  | 7  | 10 | 31 | 35 | −4  | 28  | Equipa B - Não pode subir à Primeira Liga. |
| 16 | Vilafranquense     | 24 | 6  | 6  | 12 | 27 | 45 | −18 | 24  |                                            |
| 17 | Cova da Piedade    | 24 | 4  | 5  | 15 | 20 | 42 | −22 | 17  |                                            |
| 18 | Casa Pia           | 24 | 2  | 5  | 17 | 19 | 47 | −28 | 11  |                                            |

## Campeão
| Campeonato de Portugal de Segunda Divisão 2019/2020 |
| --------------------------------------------------- |
|                                                     |
| Sem Campeão                                         |